# Квинт Эгнаций Прокул
Квинт Эгнаций Прокул (лат. Quintus Egnatius Proculus) — римский государственный деятель начала III века.
Происходил из этрусского рода Эгнациев. Предположительно, его отцом был философ Авл Эгнаций Присциллиан. Около 219 года Прокул занимал должность консула-суффекта. Возможно, затем он находился на посту легата, ответственного за исправление положения дел в Ахайе. Предположительно, его братьями были Луций Эгнаций Виктор и Авл Эгнаций Прокул. Супругой Прокула, наверно, была дочь консула-суффекта Луция Мария Перпетва, а сыном — консул-суффект Квинт Эгнаций Прокул.